# Война и мир (поэма)
«Война и мир» (рус. дореф. Война и Міръ) — поэма Владимира Маяковского, написанная в 1915—1916 годах.

## Первые публикации
Впервые 5-я часть поэмы была опубликована в журнале «Летопись» в 1917 году (№ 2—4); пролог — в №№ 7 и 8; 4-я часть — в сборнике «Чудо в пустыне» (Одесса); 3-я часть — в газете «Новая жизнь». Полностью отдельным изданием вышла в издательстве «Парус» в Санкт-Петербурге в 1917 году.

## Идея
Уже в 1914 году Маяковский вплотную подошёл к основным темам современности: «поэзия и действительность», «человек и общество», «война и мир». Первый его поэтический отклик на военные события — стихотворение «Война объявлена» — пронизан мрачными ассоциациями, содержит конкретное, драматичное раскрытие чувств поэта в вечер объявления войны. В поэме «Война и мир» (вторая половина названия в дореволюционной орфографии писалась через «i»: «міръ» — то есть вселенная) широта поэтических ассоциаций, гиперболизм поэтического стиля Маяковского соединяются с осознанием им невиданного размаха социальных противоречий жизни.

Что им,

вернувшимся,

печали ваши,

что им

каких-то стихов бахрома?!

Им

на паре б деревяшек

день кое-как прохромать!

Место действия поэмы — огромная арена, весь мир (міръ), а действующие лица — не только народы и страны, а вся вселенная. Свой голос поэт осмысливает как «единственный человечий» среди визга и воя войны. Ощущая всю человеческую боль за людей, искалеченных бессмысленной бойней, поэт задаётся вопросом: «Кто виноват?».

Врачи

одного

вынули из гроба,

чтоб понять людей небывалую убыль:

в прогрызанной душе

золотолапым микробом

вился рубль.

Такова, по Маяковскому, причина первой империалистической войны. 8 октября 1915 года — дата призыва Маяковского в армию.

## Структура
Структура поэмы выстроена следующим образом:
1. Пролог
2. Посвящение (Лиле)
3. Часть 1
4. Часть 2
5. Часть 3
6. Часть 4
7. Часть 5

Для того, чтобы передать читателю свои музыкальные ассоциации с некоторыми поставленными проблемами, помимо слов, поэт нередко использует ноты (например, аргентинского танго). Они встречаются целыми строчками среди строф.